# Domaine du rêve
 (janvier 2013).
Si vous disposez d'ouvrages ou d'articles de référence ou si vous connaissez des sites web de qualité traitant du thème abordé ici, merci de compléter l'article en donnant les références utiles à sa vérifiabilité et en les liant à la section « Notes et références ».
Domaine du rêve (Dream Country) est le troisième album de la série de bande-dessinée anglo-américaine Sandman scénarisé par Neil Gaiman. Avec 100 planches, il s'agit de l'album le plus court de Sandman.
Le chapitre Songe d'une nuit d'été a gagné le prix World Fantasy de la meilleure nouvelle 1991.

## Synopsis
Quatre contes sans rapport apparent entre eux : Calliope et Façade expose le destin tragique de deux femmes tandis que Le rêve d'un millier de chats est une métaphore sur la puissance des rêves conté du point de vue des chats et Songe d'une nuit d'été présente pour la première fois la collaboration créative entre Dream et William Shakespeare. Calliope est le seul conte qui s'inscrit véritablement dans l'arc narratif général du Sandman, avec une référence à Orphée.

### Calliope
Crayonné de Kelley Jones ; encrage de Malcolm Jones III ; couleurs de Robbie Busch. Titre original : Calliope.
Richard Madoc est un jeune écrivain à succès après la parution de son premier roman, mais il est en manque d'inspiration pour en écrire un second. Un écrivain plus âgé, Erasmus Fry, lui propose de lui donner Calliope, la muse quasi-immortelle d'Homère, qu'il a séquestrée et violée pendant des années pour lui donner de l'inspiration. Madoc accepte le marché en lui donnant en échange un bézoard, et séquestre Calliope à son tour, ce qui améliore de beaucoup sa créativité littéraire. Pour essayer d'échapper à son nouveau ravisseur, Calliope appelle les Bienveillantes, aussi connues sous le nom des Euménides à l'aide, et ces dernières lui conseille de s'adresser à Dream, un ancien amant à elle, qui est à l'époque lui aussi séquestré par Alexander Burgess (voir Le Sommeil du juste). Après sa libération, Dream vient libérer Calliope et, dans la même logique de vengeance qu'avec Burgess, accable Madoc de rêves et d'idées à l'en rendre fou, jusqu'à ce que Calliope ordonne à Dream de cesser de tourmenter Madoc. Madoc se réveille sans plus aucune inspiration.
Calliope est la mère d'Orphée, qui va jouer un rôle prépondérant dans les aventures de son père, Morphée alias Dream. L'apparition suivante de Calliope et d'Orphée est dans Orphée.

### Un rêve de mille chats
Crayonné de Kelley Jones ; encrage de Malcolm Jones III ; couleurs de Robbie Busch. Titre original : A Dream of a Thousand Cats.
Ce conte est unique dans Sandman du fait qu'il se place dans le monde des chats, avec un Dream ayant une apparence féline. Un chaton blanc, animal domestique dans une famille américaine, se rend une nuit dans une congrégation de chats dans un cimetière où une siamoise raconte une histoire. Elle leur raconte d'abord comment sa portée de chatons a été noyé dans un lac par ses propriétaires humains. Tout à son chagrin maternel, elle en veut à ses propriétaires et décide de les abandonner. Elle fait ensuite un rêve où Dream lui raconte qu'il était une fois où les chats dirigeaient le monde, où les humains réduit en taille n'étaient que des amusements avec lesquels les chats pouvaient jouer et tuer à l'envi. Le renversement des rôles dominants entre chats et humains s'est alors produit parce qu'il y eut assez d'hommes pour rêver en même temps à un monde où leurs rêves de grandeur pouvaient devenir réalité. Depuis ce rêve, la chatte siamoise sillonne le monde pour convaincre tous les chats d'avoir le même rêve de grandeur, pour rétablir l'ancien ordre des choses. À la fin du discours, la plupart des chats se dispersent, peu convaincus du sermon. Mais le chaton blanc a été impressionné par l'histoire, et promet à la siamoise de rêver avec elle.
Ce conte illustre un des thèmes centraux de la série Sandman : l'idée que la réalité est littéralement formée par les rêves, que la croyance crée l'expérience.

### Songe d'une nuit d'été
Crayonné et encrage de Charles Vess ; couleurs de Steve Oliff. Titre original : A Midsummer Night's Dream.
Ce conte est la suite de Des hommes de bonne fortune où Dream fait un marché avec William Shakespeare : il propose de lui donner l'inspiration pour ses pièces de théâtre si Shakespeare en écrit deux pour Dream en retour. Pour la première de ces pièces, Songe d'une nuit d'été, Shakespeare organise une représentation sur une colline enherbée où Dream a convié le royaume de Féerie, dont certains personnages sont eux-mêmes présents dans la pièce de Shakespeare : la reine Titania, le roi Aubéron et Robin Bonenfant (ou Puck).
La deuxième des pièces que Shakespeare offrira à Dream est La Tempête.

### Façade
Crayonné de Colleen Doran ; encrage de Malcolm Jones III ; couleurs de Steve Oliff. Titre original : Façade.
Urania Blackwell (alias Element Girl, un personnage mineur de l'Univers DC, équivalent féminin de Metamorpho), autrefois superhéroïne, reste à présent dans son appartement à se morfondre. Elle est dépressive à cause de son apparence qu'elle trouve repoussante et refuse de voir qui que ce soit par peur d'être rejetée. Immortelle, elle s'enfonce dans ses habitudes casanières, quand un jour le téléphone sonne : une ancienne collègue à elle, Della, l'invite à déjeuner dans un restaurant. Elle élabore un masque qui cache son vrai visage en prétextant une maladie de la peau. Mais son masque tombe pendant le repas, et Blackwell s'enfuit de honte avant d'avoir pu s'expliquer avec Della. De retour dans son appartement et plus mal que jamais, elle réfléchit à comment se suicider, malgré son invulnérabilité, quand Death vient la voir. Death dit qu'elle passait par là par hasard quand elle l'a entendu pleurer et lui promet de plaider sa cause auprès du dieu Ra. Le conte finit alors que Blackwell regarde le soleil se lever, en se désagrégeant.
Un conte assez sombre et poignant qui met en parallèle le monde naïf et superhéroïque des comic-books avec la dure réalité de la vie. C'est un des seuls contes de Sandman où Dream ne fait aucune apparition.